# 조관 (전한)
조관(趙綰, ? ~ 기원전 139년)은 전한 중기의 유학자이자 관료로, 대국 사람이다. 신공의 제자로, 왕장과 함께 무제의 중용을 받았다.

## 생애
경제의 뒤를 이어 즉위한 무제는 유학을 숭상하기로 하고, 유생 조관과 왕장을 불러들여 각기 어사대부·낭중령에 임명하였다. 그러나 노자를 숭상하였던 두태후는 무제의 행동을 못마땅하게 여겼고, 곧 조관과 왕장의 잘못을 들추어내어 무제를 꾸짖었다. 결국 조관과 왕장은 스스로 목숨을 끊었다.

## 출전
- 사마천, 《사기》 권121 유림열전

| 전임 우저 | 전한의 어사대부 기원전 139년 | 후임 장청적 |